# Данин, Дмитрий Яковлевич
Дмитрий Яковлевич Данин (настоящая фамилия — Магазаник; 2 февраля 1950 года, Винница — 14 октября 2020 года, Звенигород) — советский и российский музыкант, певец, композитор, аранжировщик, постоянный участник легендарного ансамбля «Фестиваль». Создатель и ведущий солист группы «Одесса-мама».

## Биография
Дмитрий Магазаник родился 2 февраля 1950 года в Виннице. Его отец работал инженером, а мать — преподавала в школе украинский язык. Дмитрий окончил музыкальную школу, а после — дирижёрско-хоровое отделение Винницкого музыкального училища. Затем поступил в Киевский политехнический институт, выучился на инженера. При институте был джазовый квартет, где Магазаник с другими студентами играл джаз. После окончания учёбы попал по распределению в Полтаву, где стал работать конструктором в «Укрсовхозпроекте». Одновременно играл на клавишных инструментах в музыкальном коллективе, подрабатывал в ресторане.
Постепенно музыка в жизни Дмитрия превратилась из хобби в основное занятие. В 1977 году солист ВИА «Краяны» Марк Айзикович пригласил его в свой коллектив в качестве клавишника. В ноябре того же года композитор Максим Дунаевский предложил «Краянам» сотрудничество в качестве музыкального ансамбля, который бы записывал музыку для кино. Предложение было принятно, а Марк Айзикович выдвинул идею сменить название «Краяны» на «Фестиваль».
Первой работой ансамбля «Фестиваль» стала запись музыки к трёхсерийному музыкальному фильму «Д’Артаньян и три мушкетёра» (1978). В последующие годы коллектив записывал музыку ко многим кинофильмам и мультфильмам — «Ах, водевиль, водевиль…» (1979), «Летучий корабль» (1979), «Куда он денется!» (1981), «Трест, который лопнул» (1982) и др. В гастролях ансамбля по всему Советскому Союзу принимали участие многие известные артисты — Михаил Боярский, Николай Караченцов, Павел Смеян, Жанна Рождественская, Ирина Понаровская.
Уже в 1979 году Дмитрий Магазаник переехал жить в Москву, а чуть раньше взял себе творческий псевдоним Данин, под которым выступал в ансамбле и писал свои произведения. В 1986 году из-за творческих разногласий Дмитрий Данин ушёл из ВИА «Фестиваль» и совместно с композитором и музыкантом Анатолием Розановым некоторое время играл в музыкальном коллективе «Высший пилотаж», работавшим преимущественно как аккомпанирующий состав эстрадного певца Михаила Муромова. После преобразования «Высшего пилотажа» в группу «Фристайл» в конце 1988 года Данин в течение полугода аккомпанировал Вячеславу Добрынину в составе музыкального коллектива «Доктор шлягер».
В 1989 году совместно с поэтом и продюсером Александром Елиным создал свою группу «Одесса-мама» и выступал в ней как ведущий солист вплоть до 1993 года. За несколько лет своего существования группа «Одесса-мама» объездила с гастролями всю европейскую часть России и выпустила несколько магнитоальбомов. Песни группы («Ностальгия», «Судьба-индейка», «И хочется, и колется», «Благородное собрание», «Не люблю капиталистов», «Я вам не расскажу», «Птичка-невеличка» и многие другие) в те годы пользовались большой популярностью. Затем работал в качестве аранжировщика на студии звукозаписи Бориса Оппенгейма при театре «Ленком». С 2000 года по 2007 год преподавал в Московском музыкальном училище имени Гнесиных на факультативе компьютерной аранжировки.
Как композитор проявил себя ещё в середине 1980-х годов, в песенном жанре сотрудничал с Наумом Олевым, Андреем Внуковым, Алексеем Лысенко, Ильёй Резником, Давидом Усмановым и другими поэтами.
Песни Дмитрия Данина вошли в репертуар таких известных исполнителей, как Николай Караченцов, Михаил Боярский, Ольга Кабо, Александр Абдулов, Азиза, Павел Смеян, Евгений Головин, Анне Вески, Лариса Долина, Наталья Андрейченко, Ирина Отиева, Марк Айзикович, Мария Кодряну, ВИА «Фестиваль», группа «Фристайл», ВИА «Москвички» и многих других. Эти произведения неоднократно звучали в телевизионных передачах «Голубой огонёк», «Утренняя почта» и других. В конце 2017 года крупнейшая российская музыкальная компания «Bomba-Piter inc.» (генеральный директор Олег Грабко) при участии продюсера Максима Фёдорова выпустила несколько авторских альбомов Дмитрия Данина на цифровых витринах: «iTunes», «Google Play Музыка», «Яндекс.Музыка» и других интернет-ресурсах.
С 2013 года Дмитрий Данин жил и работал в Звенигороде, где осенью 2017 года создал свою студию звукозаписи. Организовал детский музыкальный ансамбль, занимался преподавательской деятельностью. Скончался в ночь с 13 на 14 октября 2020 года вследствие продолжительной болезни (Рак поджелудочной железы).

## Дискография

### Авторские альбомы
- 1989 — Группа «Одесса-мама» — «СЛАДКАЯ НАУКА» (магнитоальбом)
- 1990 — Группа «Одесса-мама» — «КРАСАВИЦА-ОДЕССА» (магнитоальбом)
- 1992 — Группа «Одесса-мама» — «НА СТАРЕНЬКОЙ ШАРМАНКЕ» (магнитоальбом)[3]

#### Песни Дмитрия Данина в сборниках
- 1985 — Анне Вески — «Я ОБЕЩАЮ ВАМ САДЫ» (винил)
- 1991 — Катя Яковлева — «ПОЗОВИ МЕНЯ В НОЧЬ» (винил)[22]
- 2002 — Анжелика Кузьмова — «ПРОСТИ, НО МНЕ ПОРА…» (CD)
- 2005 — Мария Кодряну — «ИМЕНА НА ВСЕ ВРЕМЕНА» (CD)
- 2014 — Николай Караченцов — «ЛУЧШЕЕ И НЕИЗДАННОЕ» (2 CD)[23]

Аранжировщик:
- 1990 — Песни Вячеслава Добрынина на стихи Михаила Пляцковского — «У нас своя компания» (винил С50 30923 004)

### Песни
- «Я обещаю вам сады» (музыка Дмитрия Данина, слова Константина Бальмонта), исполняет Анне Вески
- «Два окна» (музыка Дмитрия Данина, слова Алексея Лысенко), исполняет Анне Вески
- «Велосипед» (музыка Максима Дунаевского и Дмитрия Данина, слова Андрея Внукова), исполняет Павел Смеян
- «Рафаэль» (музыка Дмитрия Данина, слова Наума Олева), исполняет Павел Смеян
- «Поговорим» (музыка Дмитрия Данина, слова Алексея Лысенко), исполняет Павел Смеян
- «Гордость» (музыка Дмитрия Данина, слова Давида Усманова), исполняет Павел Смеян
- «Жизнь на грани риска» (музыка Дмитрия Данина, слова Наума Олева), исполняет Павел Смеян
- «Песенка про папу» (музыка и слова Дмитрия Данина), исполняет Наталья Андрейченко
- «Старый трамвай» (музыка Максима Дунаевского и Дмитрия Данина, слова Наума Олева), исполняет Михаил Боярский
- «Рыцари оседлые» (музыка Максима Дунаевского и Дмитрия Данина, слова Андрея Внукова), исполняет Николай Караченцов
- «В парке за городом» (музыка Дмитрия Данина, слова Алексея Лысенко), исполняет Николай Караченцов
- «Улица Случайная» (музыка Дмитрия Данина, слова Алексея Лысенко), исполняют Николай Караченцов и Ольга Кабо
- «Не судьба» (музыка Дмитрия Данина, слова Наума Олева), исполняет Марк Айзикович
- «Встреча» (музыка Дмитрия Данина, слова Алексея Лысенко), исполняет Лариса Долина
- «Мы друг друга нашли» (музыка Дмитрия Данина, слова Давида Усманова), исполняет Ирина Отиева
- «Переводные картинки» (музыка Дмитрия Данина, слова Андрея Внукова), исполняет Евгений Головин[2][14][24][25]
- «Мои друзья» (музыка Дмитрия Данина, слова Александра Елина), исполняет Александр Абдулов
- «Грустный день» (музыка Дмитрия Данина, слова Екатерины Авашевой), исполняет Мария Кодряну
- «Попробуй!» (музыка Дмитрия Данина, слова Алексея Лысенко), исполняет «Фристайл»
- «Судьба-индейка» (музыка Дмитрия Данина, слова Александра Елина), исполняет Дмитрий Данин и группа «Одесса-мама»
- «И хочется, и колется» (музыка Дмитрия Данина, слова Александра Елина), исполняет Дмитрий Данин и группа «Одесса-мама»
- «Я не стану эмигрантом» (музыка Дмитрия Данина, слова Александра Елина), исполняет Дмитрий Данин и группа «Одесса-мама»
- «Благородное собрание» (музыка Дмитрия Данина, слова Александра Елина), исполняет Дмитрий Данин и группа «Одесса-мама»
- «Песенка про Штирлица» (музыка Дмитрия Данина, слова Александра Елина), исполняет Дмитрий Данин и группа «Одесса-мама»
- «Мутанты» (музыка Дмитрия Данина, слова Евгения Исаева), исполняет Валерий Скибицкий
- «Птичка-невеличка» (музыка Дмитрия Данина, слова Александра Елина), исполняет Дмитрий Данин и группа «Одесса-мама»
- «Не люблю капиталистов» (музыка Дмитрия Данина, слова Александра Елина), исполняет Дмитрий Данин и группа «Одесса-мама»
- «Хорошие ребята работают в такси» (музыка Дмитрия Данина, слова Александра Елина), исполняет Дмитрий Данин и группа «Одесса-мама»
- «Ностальгия» (музыка Дмитрия Данина, слова Наума Олева), исполняет Дмитрий Данин
- «Невольники любви» (музыка Константина Рощина, слова Дмитрия Данина), исполняет Константин Рощин[17]
- «Дикая ревность» (музыка Дмитрия Данина, слова Ильи Резника), исполняет Анжелика Кузьмова
- «Нищий и монашка» (музыка Дмитрия Данина, слова Андрея Куряева), исполняют Василий Акимов и Елена Спас
- «Возле дома» (музыка Дмитрия Данина, слова Алексея Лысенко), исполняет ансамбль «Фестиваль»
- «О вреде курения» (музыка Дмитрия Данина, слова Наума Олева), исполняет ансамбль «Фестиваль»
- «Добытчики» (музыка Дмитрия Данина, слова Андрея Внукова), исполняет ансамбль «Фестиваль»

## Фильмография

### Роли в кино
- 1981 — «Куда он денется!» — участник вокально-инструментального ансамбля, аккомпанирующего герою Михаила Боярского в песнях «Остановись!» и «Городские цветы»
- 1981 — «Семь счастливых нот» — эпизод
- 1981 — «Проданный смех» — эпизод